# Franz Greiter (Politiker, 1929)
Franz Greiter (* 12. Mai 1929; † 9. Jänner 2021) war ein österreichischer Politiker, Multifunktionär und Pionier in der Haflingerzucht. Der Tiroler Bergbauer war von 1988 bis 1990 Abgeordneter zum Tiroler Landtag und hatte im Laufe seines Lebens zahlreiche weitere Ämter inne.

## Ausbildung und Beruf
Franz Greiter wurde am 12. Mai 1929 als Bergbauernsohn geboren, wuchs am sogenannten Darrehof in Serfaus auf und besuchte landwirtschaftliche Schule in Imst. Sein ganzes Leben arbeitete Greiter hart als Bergbauer im Nebenerwerb, da es sich in der kargen Gegend damals nicht zum Vollerwerb lohnte. In seiner Kindheit und Jugend wurden die Felder noch mit Ochsen bewirtschaftet, da es in der Gegend, in der Greiter aufgewachsen war, kaum Pferde gab. Mit dem Erwerb der ersten Pferde entwickelte der junge Bergbauer auch die Leidenschaft für diese Tiere. Zusammen mit seiner Ehefrau Anna-Theres „Annathres“ (geborene Wolf) und den drei gemeinsamen Kindern Paul, Maria-Luise und Georg bewirtschaftete Greiter den eigenen Hof, den er 1957 von seinem Vater übernommen hatte, mit Haflingern, Grauvieh und Schafen, betrieb nebenbei aber auch noch eine Fremdenpension sowie ein Lebensmittelgeschäft. Parallel zu seiner Berufstätigkeit engagierte er sich in verschiedensten Bereichen auch ehrenamtlich, wobei er sich stets für eine enge Zusammenarbeit zwischen Landwirtschaft und Tourismus einsetzte.
Bereits mit 19 Jahren fungierte er ab 1948 bis 1951 als Bezirksjungbauernobmann. 1954 wurde er Orts- und Gebietsobmann des Tiroler Bauernbundes und hatte diese Position bis 2005 inne. Außerdem war er über einen Zeitraum von 40 Jahren von 1955 bis 1995 Obmann des Viehzuchtvereines Serfaus und tat sich ab den 1960er Jahren als Obmann in der Haflingerzucht hervor. So war er etwa von 1967 bis 1972 Obmann des Haflingerpferdezuchtvereines „Oberes Gericht“ sowie von 1972 bis 1985 Obmann vom Haflinger Pferdezuchtverband Tirol, dem er danach auch nochmal von 1987 bis 1998 vorstand. Darüber hinaus gehörte er von 1961 bis 1981 der Bezirkslandwirtschaftskammer und dem Landeskammerrat als Vorstandsmitglied an und war von 1981 bis 2005 Bezirksobmann des Tiroler Bauernbundes und der Bezirkslandwirtschaftskammer. Dem Gemeinderat von Serfaus gehörte er ebenfalls über 30 Jahre lang (1956 bis 1992) an und war dabei die meiste Zeit Gemeindevorstand und Vizebürgermeister seiner Gemeinde. Ab 5. März 1987, als er sein Vorbild Eduard Wallnöfer ersetzte, gehörte er dem Tiroler Landtag als Abgeordneter an und hatte dieses Amt bis zum Ende der X. Gesetzgebungsperiode am 4. April 1989, rund drei Wochen nach dem Tod Wallnöfers, inne. Außerdem war er Gebietsobmann und Obmannstellvertreter des Tiroler Grauviehzuchtverbandes, seit der Gründung der Agrargemeinschaft deren Ausschussmitglied, zehnjähriges Vorstandsmitglied der Raiffeisenbank Serfaus, Ausschussmitglied des Tourismusverbandes, Obmann der Schützenkompanie sowie des Seilbahnbeirates und war Pfarrkirchenrat seiner Gemeinde.
Im Laufe seines Lebens wurde Greiter für seine Verdienste vielfach geehrt. Zu seinem 50. Geburtstag wurde ihm 1979 der Berufstitel Ökonomierat verliehen, womit er der jüngste Ökonomierat Österreichs wurde. Zudem erhielt er die goldene Verdienstmedaille sowie das Verdienstkreuz des Landes Tirol. Des Weiteren war er Träger des Ehrenzeichens des Landes Tirol sowie Träger des Goldenen Ehrenzeichen der Landwirtschaftskammer und des Tiroler Bauernbundes, dem er auch als Ehrenmitglied angehörte. Vom Haflingerzuchtverband, dessen Ehrenobmann er auch war, wurde er mit dem Silbernen und dem Großen Goldenen Ehrenzeichen versehen; der Tiroler Grauviehzuchtverband verlieh dem Ehrenbürger der Gemeinde Serfaus das Silberne und das Goldene Ehrenzeichen.
Anlässlich seines 90. Geburtstages wurde Greiter zusammen mit Sixtus Lanner und Ferdinand Eberle, die beide ebenfalls runde Geburtstage gefeiert hatten, vom Tiroler Bauernbund und der Landwirtschaftskammer Tirol zu einem gemeinsamen Mittagessen mit Wegbegleitern wie den Alt-Landeshauptleuten Alois Partl und Herwig van Staa sowie EU-Kommissär Franz Fischler eingeladen. In den letzten Jahren vor seinem Tod saß Greiter bereits vermehrt im Rollstuhl und konnte sich nur mehr schwer auf Krücken gestützt alleine fortbewegen. Am 9. Jänner 2021 starb Greiter im Alter von 91 Jahren und wurde auf dem Friedhof von Serfaus beerdigt.
Sein Sohn Paul ist seit 2010 Bürgermeister von Serfaus.

## Auszeichnungen und Ehrungen (Auswahl)
- 1979: Verleihung des Berufstitels Ökonomierat; jüngster Ökonomierat Österreichs
- Verleihung des Verdienstkreuzes des Landes Tirol
- Verleihung des Ehrenzeichens des Landes Tirol
- Ernennung zum Ehrenbürger der Gemeinde Serfaus
- Verleihung des Goldenen Ehrenzeichens des Tiroler Bauernbundes
- Wahl zum Ehrenmitgliedschaft des Tiroler Bauernbundes
- Verleihung des Goldenen Ehrenzeichens der Landwirtschaftskammer
- Verleihung des Silbernen Ehrenzeichen des Haflingerzuchtverbandes
- Verleihung des Großen Goldenen Ehrenzeichens des Haflingerzuchtverbandes
- Ernennung zum Ehrenobmann des Haflingerzuchtverbandes
- Verleihung des Goldenen Ehrenzeichen des Tiroler Grauviehzuchtverbandes